# Mafia: The Old Country
Mafia: The Old Country (укр. Мафія: Стара батьківщина) — відеогра в жанрі пригодницького бойовика, розроблена американською студією Hangar 13 та видана компанією 2K. Гра є приквелом до першої частини та четвертою номерною грою в серії Mafia, після Mafia III (2016).
Гру було випущено для PlayStation 5, Windows та Xbox Series X/S 8 серпня 2025 року, і вона отримала змішані, але переважно позитивні відгуки. Критики похвалили сюжет, персонажів і дизайн світу, але розкритикували деякі застарілі ігрові механіки.

## Синопсис
Mafia: The Old Country переносить гравців у жорстокий світ організованої злочинності початку XX століття, на територію Сицилії. Головний герой — Енцо Фавара, молодий чоловік із важким минулим, який прагне вирватися з бідності та стати «людиною честі» в мафіозній родині Торрізі. Його шлях сповнений небезпек, спокус і випробувань, що потребують повної відданості родині, адже: «Сім’я вимагає жертви».
Сюжет подано у форматі кінематографічної драми з акцентом на реалістичність, візуальну деталізацію та атмосферу історичної достовірності, що стала візитівкою серії. Події відбуваються в різних локаціях Сицилії — від сільських виноградників і руїн до міських кварталів, театрів та крипт. Світ гри пронизаний мафіозними війнами, зрадами, старими вендетами та нестабільними альянсами.
Гравцям доступні рукопашні бої, стелс-усунення ворогів, історична вогнепальна зброя (зокрема луцара та револьвери), кінні перегони і поїздки на ранніх автомобілях. Історія Енцо — це антигеройський шлях занурення в кримінальне підпілля, з реалістичними персонажами та сюжетними розвилками, які створюють напружений і незабутній ігровий досвід.

## Ґеймплей
Mafia: The Old Country — це пригодницький екшн із видом від третьої особи з акцентом на лінійне проходження. За словами представників студії, гра повертається до «глибокого лінійного наративу», подібно до першої гри серії.
Офіційний сайт підтверджує наявність таких особливостей геймплею:
Бойова система: Бої відбуваються як у рукопашному стилі з використанням стилетів та іншої холодної зброї, так і за допомогою вогнепальної зброї епохи — револьверів, дробовиків, гвинтівок. Кожна зброя має власну вагу, віддачу та особливості стрільби, що впливає на тактику бою.
Стелс-елементи: Деякі місії вимагають обережності. Ви можете непомітно усувати ворогів зі засідки або прокрадатися повз охоронців, уникаючи відкритого конфлікту.
Розвиток персонажа: Прогресуючи у кримінальній ієрархії родини Торрізі, Енцо відкриває нові навички, зброю та можливості, що дозволяють варіювати стиль проходження.
Пересування: Для швидкого переміщення використовуються кінь та ретро-автомобілі початку XX століття. Переміщення вузькими вуличками та сільською місцевістю додає атмосферності та історичної достовірності.
Світ гри: Гравці відвідають різноманітні локації — від міських кварталів і вуличок Сан-Челесте до виноградників, підземних крипт і оперних театрів. Світ наповнений деталями, що допомагають зануритися в атмосферу Сицилії початку XX століття.
Гра також пропонує кінематографічний сюжет, динамічні рукопашні та вогнепальні бої, а також поступове зростання статусу персонажа в межах мафіозної структури.

## Мовна підтримка
Гра має повну озвучку англійською, французькою, німецькою, іспанською, чеською, російською та сицилійською мовами. Італійська доступна лише у вигляді субтитрів. Також підтверджено офіційну текстову локалізацію українською мовою.

## Розробка
У серпні 2022 року генеральний директор Hangar 13 Роман Гладик підтвердив, що студія «розпочала роботу над абсолютно новим проєктом Mafia». Пізніше президент Hangar 13 Нік Бейнс заявив, що команда прагне повернутися до елементів, за які фанати полюбили серію: «глибокий лінійний сюжет» і атмосфера першої частини.
Після критики від гравців через відсутність італійської озвучки, студія оголосила про додавання повної локалізації сицилійською мовою, підкресливши, що «автентичність — у серці франшизи “Mafia”».
Mafia: The Old Country була розроблена на Unreal Engine 5, а режисером гри виступив Алекс Кокс. Кокс зазначив, що перехід на Unreal Engine 5 «дозволив досягти ще вищого рівня візуальної точності, ніж у попередніх іграх серії Mafia». Mafia III та Mafia: Definitive Edition використовували Fusion Engine — оновлену версію Illusion Engine, який застосовувався в Mafia II.

## Реліз
Гру було анонсовано 20 серпня 2024 року дебютним трейлером на виставці Gamescom 2024 у Німеччині. Реліз відбувся 8 серпня 2025 року для PlayStation 5, Windows та Xbox Series X/S.

## Системні вимоги

### Мінімальні[9]
- ОС: Windows 10 / 11
- Процесор: AMD Ryzen 7 2700X / Intel Core i7-9700K
- Оперативна памʼять: 16 GB
- Відеокарта: AMD Radeon RX 5700 XT / NVIDIA RTX 2070
- DirectX: версія 12
- Місце на диску: 55 GB
- SSD: обовʼязковий
- Налаштування: середні
- Роздільна здатність: 1080p

### Рекомендовані
- ОС: Windows 10 / 11
- Процесор: AMD Ryzen 7 5800X / Intel Core i7-12700K
- Оперативна памʼять: 32 GB
- Відеокарта: AMD Radeon RX 6950 XT / NVIDIA RTX 3080 Ti
- DirectX: версія 12
- Місце на диску: 55 GB
- SSD: обовʼязковий
- Налаштування: високі
- Роздільна здатність: 1440p

## Відгуки
| Агрегатор  | Оцінка                               |
| ---------- | ------------------------------------ |
| Metacritic | Win: 75/100 PS5: 72/100 XBXS: 83/100 |
| OpenCritic | 63% recommend                        |

| Видання       | Оцінка |
| ------------- | ------ |
| Game Informer | 6/10   |
| GameSpot      | 6/10   |
| IGN           | 8/10   |
| PCGamesN      | 8/10   |

Mafia: The Old Country отримала «загалом схвальні» відгуки критиків на PC та Xbox Series X і «змішані або посередні» відгуки на PlayStation 5, згідно з агрегатором рецензій Metacritic. OpenCritic визначив, що 63% критиків рекомендують гру.
GameSpot розкритикував її за «поверхневу механіку та застарілий дизайн», але похвалив сильний акторський склад і «прекрасне відтворення Сицилії початку 1900-х років».